# 卡德·伊纳尔
卡德·伊纳尔（土耳其語：Kader İnal，1998年2月1日—），土耳其女子羽毛球運動員。

## 簡歷
2014年11月，卡德·伊纳尔出戰摩洛哥羽毛球國際賽，與法蒂玛·努尔·亚武兹合作贏得女子雙打比賽冠軍；此外又在女子單打比賽打進四強。

## 主要比賽成績
只列出曾進入準決賽的國際賽事成績：
| 年份   | 賽事                 | 公開賽級別 | 項目     | 拍檔                 | 成績   |
| ------ | -------------------- | ---------- | -------- | -------------------- | ------ |
| 2013年 | 希臘羽毛球國際賽     | 國際系列賽 | 女子雙打 | 法蒂玛·努尔·亚武兹   | 準決賽 |
| 2014年 | 希臘羽毛球國際賽     | 國際系列賽 | 女子雙打 | 法蒂玛·努尔·亚武兹   | 準決賽 |
| 2014年 | 摩洛哥羽毛球國際賽   | 國際系列賽 | 女子單打 | －                   | 準決賽 |
| 2014年 | 摩洛哥羽毛球國際賽   | 國際系列賽 | 女子雙打 | 法蒂玛·努尔·亚武兹   | 冠軍   |
| 2014年 | 南非羽毛球國際賽     | 國際系列賽 | 女子雙打 | 埃布鲁·亚兹甘        | 亞軍   |
| 2014年 | 土耳其羽毛球國際賽   | 國際系列賽 | 女子雙打 | 法蒂玛·努尔·亚武兹   | 準決賽 |
| 2015年 | 烏干達羽毛球國際賽   | 國際系列賽 | 混合雙打 | 穆罕默德·阿里·庫爾特 | 亞軍   |
| 2015年 | 智利羽毛球國際賽     | 國際系列賽 | 女子單打 | －                   | 準決賽 |
| 2015年 | 土耳其羽毛球國際賽   | 國際系列賽 | 女子雙打 | 法蒂玛·努尔·亚武兹   | 冠軍   |
| 2016年 | 保加利亞羽毛球公開賽 | 國際系列賽 | 女子雙打 | 法蒂玛·努尔·亚武兹   | 準決賽 |
| 2016年 | 土耳其羽毛球國際賽   | 國際系列賽 | 女子雙打 | 法蒂玛·努尔·亚武兹   | 亞軍   |

| 2007-2017年 | 首要超級賽 | 超級賽 | 黃金大獎賽 | 大獎賽 | 國際挑戰賽 | 國際系列賽 | 未來系列賽 | 其他 |

| 2018-2026年 | 總決賽 | 超級1000賽 | 超級750賽 | 超級500賽 | 超級300賽 | 超級100賽 | 國際挑戰賽 | 國際系列賽 | 未來系列賽 | 其他 |